# Nové Butovice (stacja metra)
Nové Butovice – stacja linii B metra praskiego (odcinek III.B), położona na wschodnim krańcu osiedla o tej samej nazwie.
Stacja została otwarta 26 października 1988 roku z okazji 70. rocznicy powstania Czechosłowacji (właściwa data: 28 października) pod nazwą Dukelská (dla upamiętnienia bohaterów operacji dukielskiej z czasów II wojny światowej). Wcześniej planowana nazwa to Vítězného února (gloryfikująca przewrót komunistyczny w 1948 roku). W latach 1988–1994 była stacją końcową linii B.
Nové Butovice to stacja zbudowana metodą odkrywkową (maksymalna głębokość – 5,3 m), za prawie 180 mln ówczesnych koron. Jej charakterystyczną cechą jest brak jakichkolwiek filarów przecinających jednonawowy peron. Całkowita długość stacji, wraz z torami odstawczymi znajdującymi się po jej zachodniej stronie, wynosi 593 m. Wejście na perony prowadzi przez dwa przeszklone westybule.
Stacja posiada dogodne połączenie z siecią autobusową miejską, podmiejską i dalekobieżną, przy głównym wejściu znajduje się dworzec autobusowy.